# Dorfkirche Krimpe

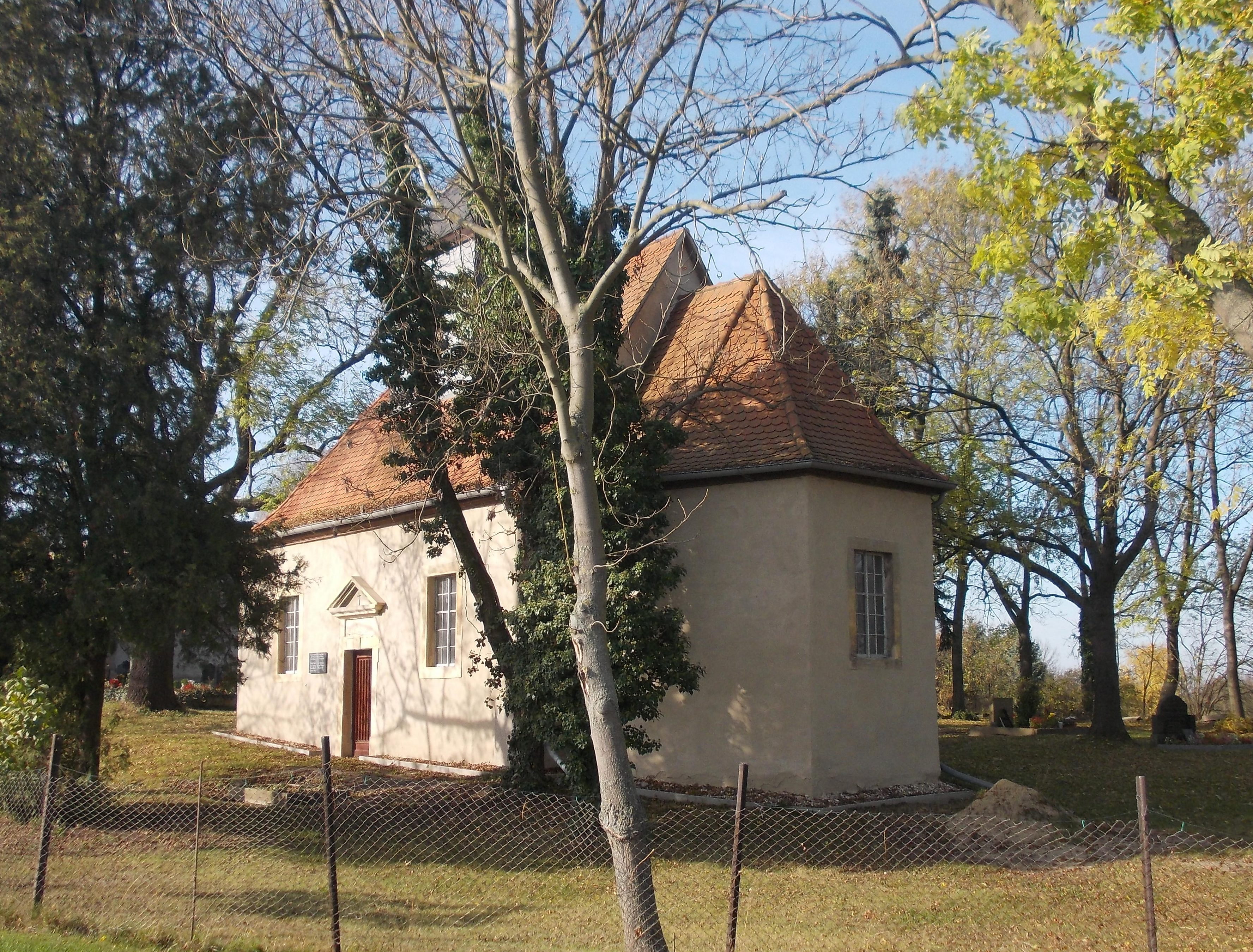
Dorfkirche von Krimpe

Die Dorfkirche Krimpe ist eine denkmalgeschützte evangelische Kirche auf dem Friedhof des Ortes Krimpe, Ortsteil Schochwitz der Einheitsgemeinde Salzatal in Sachsen-Anhalt. Im örtlichen Denkmalverzeichnis ist sie unter der Erfassungsnummer 094 55467 als Baudenkmal verzeichnet. Sie gehört zum Pfarrbereich Schochwitz im Kirchenkreis Halle-Saalkreis der Evangelischen Kirche in Mitteldeutschland.

## Geschichte
Das Patrozinium der 1737 an den möglicherweise älteren Chor angebauten Kirche ist nicht mehr bekannt. Das Kirchenschiff ist von einem Dachreiter gekrönt. Die Jahreszahl 1737 ist über der Tür zu lesen, manche lesen dort aber auch 1732.
Das Bauwerk zeigt sich als einschiffiger Saalbau mit dreiseitigem Chorabschluss, im Inneren beeindrucken eine Flachdecke mit Stuckatur sowie ein Kanzelaltar, der von ionischen Säulen flankiert wird, eine Hufeisenempore umfasst den Raum. Eine Orgel besitzt die Kirche nicht, stattdessen steht auf der Empore ein einmanualiges Druckwindharmonium.

## Glocke
Die Glocke im mächtigen Dachreiter wurde im 14. Jahrhundert von einem unbekannten Gießer gegossen und trägt viele Pilgerzeichen, die auf eine Nutzung der Kirche als Pilgerkapelle hindeuten. Das Instrument hängt an einem geraden Holzjoch und ist nur von Hand zu läuten.